# Pelexia hysterantha
Pelexia hysterantha är en orkidéart som först beskrevs av João Barbosa Rodrigues, och fick sitt nu gällande namn av Rudolf Schlechter. Pelexia hysterantha ingår i släktet Pelexia och familjen orkidéer. Inga underarter finns listade i Catalogue of Life.